# استان پنزا

موقعیت استان پنزا در روسیه

استان پنزا (به روسی: Пе́нзенская о́бласть) یکی از استان‌های روسیه است که مرکز آن شهر پنزا می‌شود. 
جمعیت آن طبق سرشماری سال ۲۰۰۲ ۱٬۴۵۲٬۹۴۱ نفر بوده‌است.